# Xibaipo
Xibaipo är en mindre tätort i Pingshan härad i Hebei-provinsen i norra Kina. Orten är mest känd då den var högkvarter för Centralkommittén i Kinas kommunistiska parti mellan maj 1948 och mars 1949. Det var i Xibaipo som Mao Zedong och partiledningen utarbetade planer för hur Kina skulle styras efter det kinesiska inbördeskriget.
Det gamla högkvarteret (Xibaipo Zhong-Gong zhongyang jiuzhi, 西柏坡中共中央旧址) är idag kulturminnesmärkt och är en viktig plats för Kinas "röda turism".